# Siemens
Сіменс (нім. Siemens AG, німецькою [ˈziːməns] ( прослухати)) — другий у світі та найбільший у Європі міжнародний концерн, що працює у галузі електротехніки, електроніки, енергетики, машинобудування, медицини, зв'язку та світлотехніки. Штаб-квартири в Берліні та Мюнхені (Німеччина). За рейтингом найбільших публічних компаній світу у 2011 році журналу Форбс компанія займає 50 місце.
Загальна кількість працівників Siemens та її підрозділів становить приблизно 360 000 осіб, які працюють у 190 країнах. Консолідований виторг компанії склав 73 мільярд євро у 2011 році. Акції компанії користуються на Франкфуртській фондовій біржі та з 12 березня 2001 року на Нью-Йоркській фондовій біржі.
Станом на 2023 рік основними підрозділами Siemens є цифрова промисловість, інтелектуальна інфраструктура, мобільність, здоров'я та фінансові послуги, причому Siemens Healthineers і Siemens Mobility працюють як незалежні компанії. Основні бізнес-підрозділи, які колись входили до складу Siemens, перш ніж були відокремлені, включають виробника напівпровідників Infineon Technologies (1999), Siemens Mobile (2005), Gigaset Communications (2008), фотонічний бізнес Osram (2013) і Siemens Energy (2020).

## Історія компанії[11]

### 1847—1918

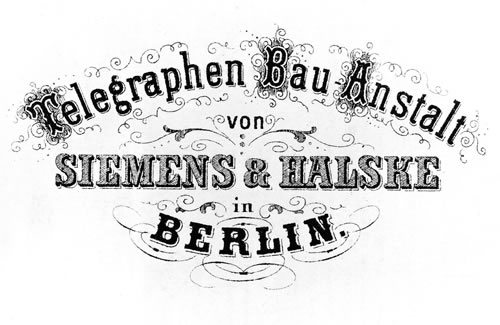
Логотип Telegraphenbauanstalt Siemens & Halske

Засновником фірми є відомий німецький інженер, винахідник, учений, примітний політичний і громадський діяч Вернер Сіменс. Він, спільно з Йоганном Гальске, створив фірму Telegraphen-Bauanstalt Siemens & Halske, що офіційно стала до роботи 12 жовтня 1847, і до сфери діяльності якої крім електротелеграфії належав широкий спектр робіт у галузі точної механіки і оптики, а також створення електромедичних апаратів. Фінансову підтримку компанії надав двоюрідний брат Вернера, радник юстиції Йоганн Георг Сіменс. Він вніс стартовий капітал розміром 6842 талери для найму приміщення, платні, поточних витрат на придбання інструментів і необхідного матеріалу.
У 1848—1849 фірма S&H спорудила першу в Німеччині телеграфну лінію Берлін — Франкфурт-на-Майні. Першим повідомленням, що нею передали 28 березня 1849 року, стала звістка про те, що Франкфуртські національні збори, що засідали в церкві Святого Павла, запропонували титул спадкового кайзера Німеччини пруському королю Фрідріху Вільгельму IV. Водночас почалося будівництво ліній, що з'єднали Берлін із Кельном, Гамбургом, Вроцлавом і Штеттином.

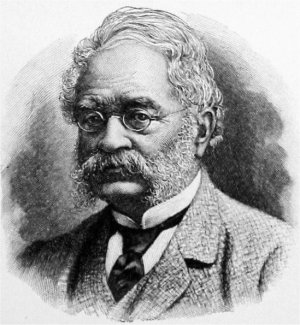
Ернст Вернер Сіменс

У 1849 заснований перший підрозділ фірми за межами Німеччини — у Лондоні; Вільгельм фон Сіменс, брат Вернера Сіменса, заснував агентство компанії S&H, а 1850 року і дочірню компанію.
У 1858 була відкрита телеграфний завод у Фінсбері, а відтак, у 1863 році — фабрика з виробництва морського телеграфного кабелю в Вулиджі (тепер частина Лондона).
Компанія продовжувала розвивати телеграфну мережу в Європі — 1851 року Данське Королівське телеграфне управління замовило у компанії стрілочний телеграф, а рік потому уряд Нідерландів замовив обладнання, що зв'язало Роттердам з Бельгією.
Попри успіхи, початковий період історії фірми не минув без прикростей. У 50-х роках XIX століття суперечності з телеграфним відомством Пруссії призвели до скасування всіх замовлень, що спричинило серйозну кризу молодої фірми. Проте, компанія дістала замовлення з Російської імперії.
1853 року Siemens & Halske почала будівництво телеграфної мережі у Російській імперії, що завершилося за два роки. Мережа покрила відстань 10 000 км, протягнувшись від Фінляндії до Криму.
У 1853–1854 на замовлення Швеції споруджено телеграфні лінії Стокгольм — Гетеборг і Стокгольм — Мальме. 1856 року розпочалося будівництво телеграфних мереж в Османській імперії, що завершилося в 1881.

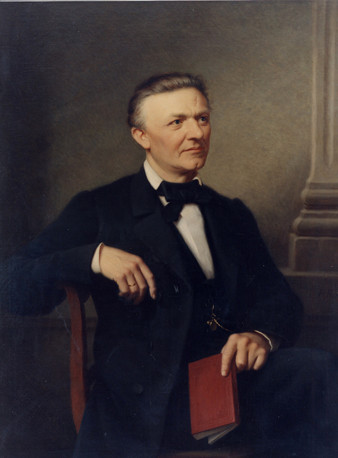
Йоганн Георг Гальске

У 1851 в Лондоні, в уславленому Кришталевому палаці пройшла Перша всесвітня промислова виставка. На ній стрілочний телеграф S&H відзначено вищою нагородою — медаллю муніципалітету Лондона.
У 1862 спорудила підводну лінію, що сполучила іспанську Картахену з алжирським Ораном.
У 1868 розпочала будівництво Індоєвропейської телеграфної лінії, урочисте відкриття якої відбулося 1870 року. Лінія, довжина якої становила 11 000 км, з'єднала Лондон і Калькутту через Берлін, Варшаву, Одесу, Керч, Тифліс і Тегеран. Телеграма проходила лінію з кінця в кінець за 28 хвилин, що для того часу було фантастичною швидкістю. Лінія працювала до 1931 року — понад 60 років.
1872 року телеграфна лінія завдовжки 2700 км сполучила південне і північне узбережжя Австралії, яка простягнулась від Аделаїди до Дарвіна. Усе обладнання поставила лондонська компанія Siemens Brothers. Того ж року розпочато укладку морського телеграфного кабелю між Ріо-де-Жанейро і Монтевідео, яку завершено в 1875.
У 1873 Йоганн Зиґмунд Шуккерт заснував електротехнічну майстерню в Нюрнберзі.

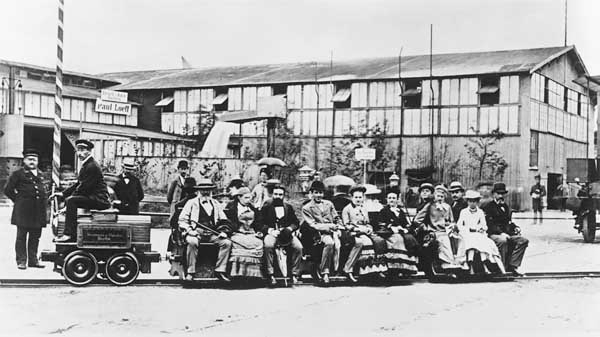
Електрична залізниця компанії Siemens & Halske на Берлінській виставці 1879 року.

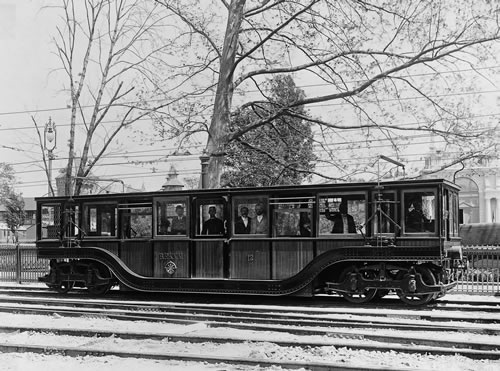
Будапештський Метрополітен став першим метрополітеном континентальної Європи

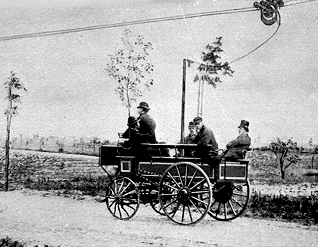
Elektromote Вернера фон Сіменса став першим у світі тролейбусом

У 1874 збудовано спеціальне судно-кабелеукладач «Фарадей», яке за роки служби проклало понад 80 000 кілометрів кабельних ліній — ними можна було двічі обмотати Землю по екватору. Компанія продовжила співпрацю з суднобудівниками; так, п'ять років потому, у 1879 Siemens & Halske обладнала три новітніх німецьких судна Hannover, Theben і Holsatia електрообладнанням: генераторами, прожекторами й інтер'єрним електрообладнанням, а ще через три роки компанія обладнала данський броненосець Tordenskjold електричним обладнанням.
У 1881 товариство спорудило першу в світі суспільну гідроелектростанцію в британському Годальмінзі на річці Вей.
У 1879 відвідувачі Берлінської Виставки змогли побачити першу в світі електричну залізницю — маленький локомотив возив по колу вагончики і при цьому рухався без шуму пари й клубів диму. Однак уже 16 травня 1881 року між станцією Ліхтерфельде Анхальтської залізниці та Кадетським Коледжем Берліна було відкрито трамвайне сполучення. Довжина шляху склала 2,5 км, а максимальна швидкість вагона — 30 км/год. 1883 року будується електрифікована залізниця в ірландському графстві Антрім, того ж року став до ладу перший регулярний європейський трамвайний маршрут від Медлінга до Гінтербрюля (поблизу Відня).
1887 року трамвай з'явився і в Будапешті. 1890 року лондонська гілка City and South London Railway була оснащена електричними локомотивами фірми Siemens Brothers.
У 1892 році розпочалося спорудження празького трамвая, завершеного дев'ять років потому.
У 1893 перший трамвай з'явився в Південній півкулі — в австралійському Гобарті.
1896 року розпочалося спорудження трамвайної лінії в моравському Оломоуці.
У травні 1896 року компанія Siemens & Halske відкрила першу на європейському континенті лінію метро в Будапешті — тільки за перший рік роботи вона перевезла 4 млн пасажирів. А через рік розпочалося будівництво метро в Берліні, що завершилось 1902 року.
У 1899 році компанія збудувала пекінський трамвай — перший у Китаї. Того ж року трамваї, що збудувала компанія, сполучили голландські Гарлем і Зандвоорт.
На початку 1903 року на тестовій лінії Марієнфельде — Цоссен експериментальний високошвидкісний локомотив, створений за участі компанії Siemens & Halske, продемонстрував рекордну швидкість — 210,2 км/год.
Siemens & Halske стала першим у Німеччині виробником ламп розжарювання, розпочавши виробництво 1881 року. У 80-х роках XIX століття компанія встановила систему освітлення Зимового палацу, а 1883 року оснастила електричним освітленням палац султана Джок'якарти. 1882 року компанія оснастила електроприладами першу в країні й другу в Європі трамвайну лінію в Києві.

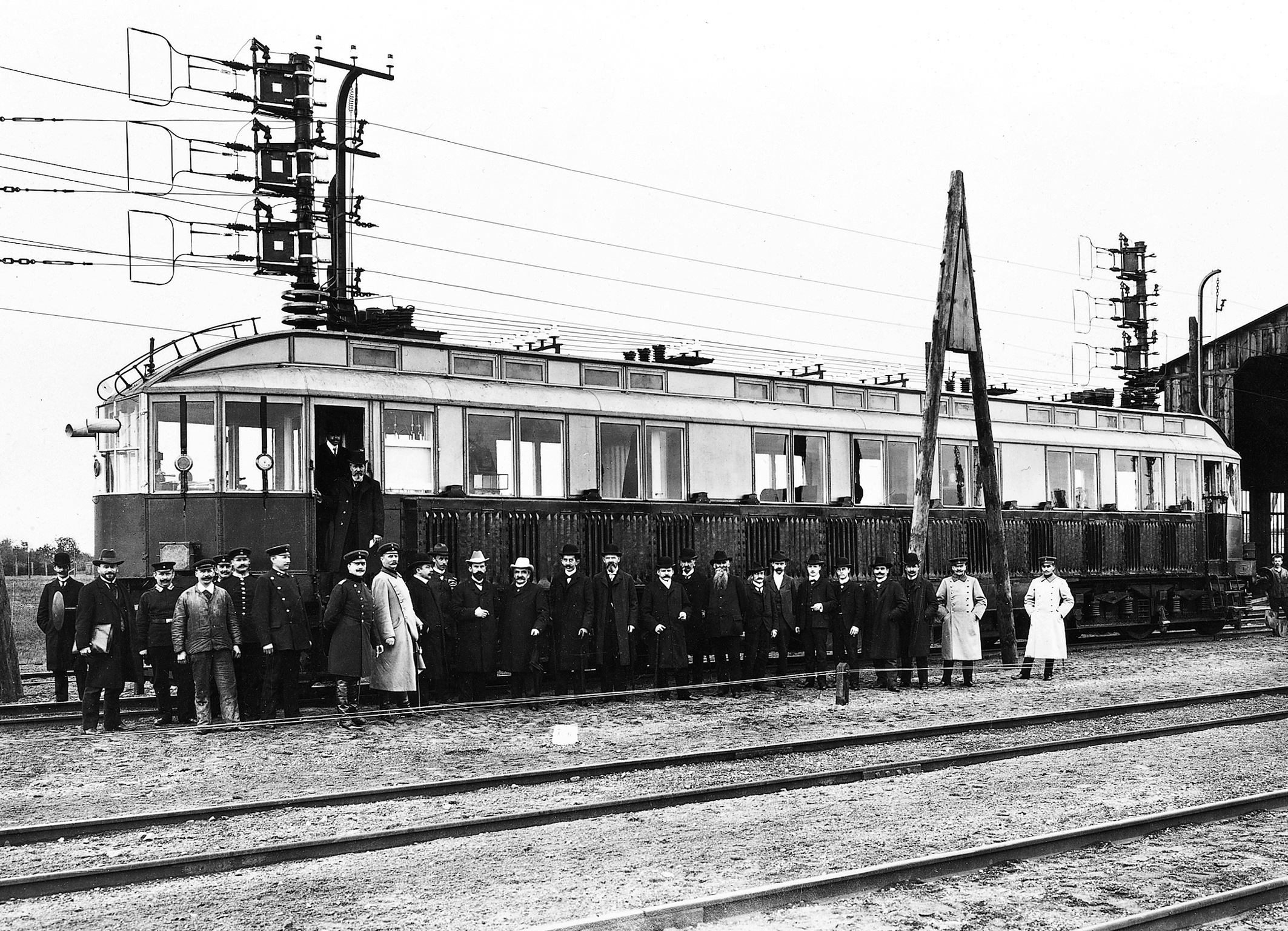
Експериментальний високошвидкісний локомотив, створений за участі компанії Siemens & Halske, розвинув швидкість понад 210 км/год. За мірками 1903 року така швидкість була фантастичною

У 1897 році компанія була перетворена на акціонерне товариство Siemens & Halske AG із загальним капіталом 35 млн марок. 8 березня 1899 року відбулося публічне розміщення акцій компанії на біржі Deutsche Börse.
Компанія дбала про своїх співробітників. Ще 1849 року було засновано фонд виплат через непрацездатність для співробітників компанії, в 1872 році був заснований пенсійний фонд. За рік, у 1873, в компанії було запроваджено 9-годинний робочий день, а 1891 року — 8,5-годинний робочий день. 1886 року були засновані комбінати харчування для співробітників. 1888 року компанія ввела власне медичне обслуговування. 1906 року відкрилась перша заводська бібліотека для робітників. 1908 року — засновано фонд медичного страхування компанії, а 1910 року компанія відкрила (за безпосередньої участі Герти Харрієс, уродженої фон Сіменс, молодшої дочки Вернера фон Сіменса) спа-санаторій Еттерхаус для своїх співробітників у місті Бад-Гарцбург. Того ж року компанія розпочала вироблення слухових апаратів — усі нужденні співробітники і члени їхніх родин діставали їх безкоштовно.
Компанія продовжила експансію до різних країн: у 1887 році Герман Кесслер відкрив перший офіс Siemens у Японії, 1900 року S&H підписала агентський договір з компанією B. Grimm & Co., що представляла інтереси S&H у Сіамі. 1909 року компанія відкрила свій перший офіс в індонезійській Сурабаї.
У 1903 році Siemens і AEG заснували компанію Gessellschaft für drahtlose Telegraphie System Telefunken, відомішою як Telefunken.
Тог ж року компанія Siemens & Halske придбала компанію Elektrizitäts-Aktiengesellschaft vorm. Schuckert & Co. і, з'єднавши з власними активами, утворила компанію Siemens-Schuckertwerke GmbH (AG від 1927 року).
1909 року компанія запустила до експлуатації перший у Німеччині міський телефонний комутатор з автоматичним викликом абонента. Він споруджений у Мюнхені-Швабінгу й початково розрахований на 2500 абонентських ліній.
1910 року компанія збудувала в Італії одну з перших ГАЕС у світі на річці Стура-ди-Виу (Stura di Viù) в П'ємонті. Того ж року збудовано лінію трамвая в хорватському Аграмі.

Дирижабль м'якої системи (довжина — 118 м) і ангар для дирижаблів на заводі компанії «Сіменс-Шуккертверке» в районі Бісдорф/Берлін, 1911 р.

23 січня 1911 року м'який дирижабль, від компанії Siemens-Schuckertwerke GmbH, здійснив перший 40-хвилинний політ. Його довжина становила 118 м, об'єм газу 13500 м³, він міг перевозити 24 пасажира. Два чотирициліндрових двигуни фірми Daimler потужністю 125 к.с. кожний дозволяли дирижаблю розвивати швидкість 72 км/год.
Siemens-Schuckertwerke GmbH виробляла також автомобілі — 1908 року компанія придбала німецького виробника автомобілів Protos Automobile GmbH. Автомобілі Protos були неодноразовими призерами різноманітних перегонів. У ралі «Навколо світу», що стартувало в Нью-Йорку 12 лютого 1908 року, переміг Ганс Кеппен на автомобілі Protos, прибувши першим до Парижа п'ять місяців потому. Проте в 20-х роках XX століття виробництво автомобілів було припинено. Водночас під маркою «Protos» компанія випускала різноманітну побутову техніку.
У 1913 році на замовлення шведської залізничної компанії SSW і ASEA поставили два експреси й 13 вантажних локомотивів.
На 1914 рік у компанії й підконтрольних до неї структурах працювало 82000 співробітників, вона була одним із найбільших концернів у галузі електротехніки. Проте Перша світова війна, що розпочалася, завдала серйозного удару: багато іноземних дочірніх товариств і підрозділів націоналізовано, відбулися структурні зміни ринків збуту.
1917 року компанія Siemens-Schuckertwerke GmbH збудувала Siemens SSW R VIII — найбільший біплан у світі.

### 1918—1933
Прямими наслідками Першої світової війни для компаній, належних до складу групи, стали втрата більшої частини іноземної власності, втрата практично всіх патентних прав в іноземних державах і половину капіталу. У цей тяжкий час на чолі компаній Siemens & Halske AG і Siemens-Schuckertwerke GmbH 1919 року став Карл Фридрих фон Сіменс, третій син Вернера фон Сіменса — під його керівництвом компанії почали відновлюватися.
У 20-х роках XX століття Карл Фридрих фон Сіменс, ідучи за принципами, що заклали його попередники, почав розбудовувати «Дім Сіменса» — потужну холдингову компанію, чиї дочірні компанії працювали в різних галузях електротехнічної промисловості. Термін «Дім Сіменса» він запровадив, щоби запобігти визначенню «концерн», але підкреслити численності незалежних компаній.
Попри тяжке повоєнне становище в економіці, компанія продовжувала провадити соціальну підтримку своїх співробітників. Для цього 1919 року було засновано департамент соціальної політики.

Реклама пральних машин Protos, що виробляла компанія «Сіменс»: «… а тим часом машина Protos пере». 1925

Отак, ще 1918 року компанії Siemens & Halske, AEG і Auer-Gesellschaft об'єднують свої виробництва ламп розжарення й світлотехніки в компанію OSRAM GmbH KG. 1920 року на базі підрозділу компанії, що виробляв прожектори, системи керування вогнем для артилерії і системи зв'язку й управління для військових і комерційних судів, була заснована компанія Gesellschaft für elektrische Apparate GmbH (Gelap).
Не забувала компанія й про міжнародний бізнес. Отак, 1923 року була заснована японська компанія Fuji Denki Seizō K.K. (富士電機製造株式会社, англ. Fuji Electric Company) — спільне підприємство з виробництва електричного обладнання з Furukawa Denki Kōgyō ([古河電気工業] Помилка: {{Lang}}: письмо: jpan не підтримується для коду: ja (допомога)). Пізніше, 1984 року ця компанія стала називатися Fuji Electric.
У 1924/1925 фінансовому році компанія почала запроваджувати конвеєрні збиральні лінії на своїх підприємствах — отак випуск пилососів Protos виріс спочатку до 125 штук на день, а за 1926/1927 фінансовий рік компанія випустила вже 129074 пилососа. Також конвеєрним збиранням вироблялися праски, фени, тостери та інші побутові прилади, потрібні на ринку: за два роки — з 1925 до 1927 — кількість під'єднаних до електромережі домогосподарств Німеччини збільшилася з 25 % до 50 % від загальної кількості.
У 1925 році сталася знакова подія для компанії Siemens & Halske — спільно з компанією Reiniger, Gebbert & Schall із Ерлангена була утворена компанія з випуску медичного обладнання Siemens-Reiniger Veifa Gesselschaft für medizinische Technik GmbH (з 1932 року Siemens-Reiniger-Werke AG) — великий виробник діагностичних і терапевтичних медичних апаратів, зокрема, рентгенівського обладнання. Того ж року німецькі хіміки Іда Таке й Вальтер Ноддак спільно з рентгенологом Отто Бергом (спеціалістом компанії Siemens & Halske) при проведенні досліджень у лабораторії компанії відкривають новий хімічний елемент — реній.
1926 року компанія встановлює систему управління дорожнім рухом на Потсдамській площі в Берліні.
1928 року була утворена найбільша в Європі компанія з виробництва вугільних електродів й аморфного вуглецю Siemens-Planiawerke AG. Того ж року для розвитку технології звукового кіно Siemens & Halske і AEG організували компанію Klangfilm GmbH.

Пасажирський лайнер «Бремен»

У 1929 році зійшов зі стапелів розкішний швидкоплавний пасажирський лайнер «Бремен» — майбутній володар «Блакитної стрічки Атлантики», — для якого компанія поставила обладнання зв'язку, системи керування й вимірювання. У липні того ж року здійснив пробний політ гідроплан Dornier Do X, оснащений 12 двигунами Siemens «Jupiter». З розмахом крил 48 м і довжині 40 м тривалий час він залишався найбільшим гідропланом світу.
Знаменною віхою в історії розвитку залізничного транспорту став локомотив E 44 (BoBo) — багатоцільовий електровоз, що його розробив 1930 року Вальтер Рейхель і збудувала компанія Siemens. За маси тільки 78 метричних тонн він вигідно вирізнявся від конкурентів своєю економічністю. 1932 року між Гамбургом і Берліном почав курсувати один із перших і світі високошвидкісних електропоїздів Flying Hamburger. Електричне обладнання для експресу, що розвивав швидкість 165 км/год, поставила компанія Siemens-Schuckertwerke.
Перші факсимільні системи, що дозволяли передавати зображення, також були розроблені в 20-х роках XX століття. 1927 року факсимільна лінія, що використовувала систему Siemens-Karolus-Telefunken, сполучила Берлін і Відень. Нова технологія особливо сподобалась журналістам, бо дозволяла передавати зображення до редакції.

### 1933—1945
Подальшим розвитком телеграфу став телепринтер (телекс) — друкарська машинка, оснащена можливістю передавання й одержування повідомлення. 1933 року, за рекомендацією Siemens & Halske, Рейхспошта Німеччини запустила використання першої громадської телексної мережі між Берлином і Гамбургом. Компанія також уділяла увагу підвищенню пропускної спроможності каналів зв'язку. Отак, у 1936 році Siemens & Halske уперше в світі успішно вдалося здійснити одночасну передачу 200 телефонних дзвінків і телевізійного сигналу по коаксіальному кабелю.
У 1933 році була заснована компанія Siemens Apparate und Maschinen GmbH, що складалася з Gelap і Flugmotorenwerk — фабрики авіаційних моторів — компанії Siemens & Halske AG. Компанія виробляла електричне обладнання й точну механіку для армії, ВМФ і торгового флоту. 1936 року Flugmotorenwerk відійшла до власності компанії Brandenburgische Motorenwerke GmbH (Bramo), а 1940 року, після всього, до компанії Luftfahrtgerätewerk Hakenfelde GmbH (LGW).
1935 року компанія створює центральний департамент реклами, що відповідав за маркетинг і провадив рекламну діяльність компанії. Його очолив Ганс Доміцлафф, чільний німецький маркетолог і дизайнер, який створив популярні тоді бренди сигарет «R6» і «Ernte 23».
1935 року зі складу Fuji Denki Seizō K.K. виокремилася компаніяFuji Tsūshinki Seizō (富士通信機製造, англ. Fuji Telecommunications Equipment Manufacturing), що виробляла обладнання для телефонії і стала в результаті компанією Fujitsu.
У 1937—1941 роках компанія реалізувала важливі проєкти в Афганістані. Були споруджені гідроелектростанції Вардак (Wardack), що постачала електроенергію до Кабула, й Пул-і-Гомрі (Pul-i-Ghomri), призначена для постачання текстильних фабрик.

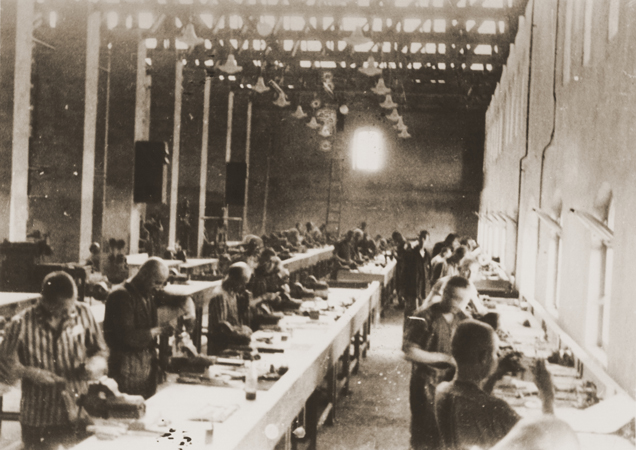
Ув'язнені на примусових роботах збирають авіаційні компоненти на виробні Siemens у концентраційному таборі Бобрек (що належав до системи таборів Аушвиц/Освенцим). 1944 рік

Оскільки компанії, що належали до «Дому Сіменса», виробляли військову техніку, обладнання подвійного призначення й обладнання для інфраструктури, вони, звичайно, були тісно пов'язані з нацистським режимом, який прийшов до влади 1933 року. Проте фактичний голова «Дому Сіменса» Карл Фрідріх фон Сіменс націонал-соціалістам явно не симпатизував — за Веймарської Республіки він тривалий час був членом Рейхстагу від Німецької Демократичної партії, — що виливалось у суперечки з владою й обережну критику режиму до самої його смерті в 1941 році.
Восени 1943 року компанія розпочала поставки радарної системи Siemens Jagdschloß, першої радарної системи з оглядовим скануванням, що мала в різних модифікаціях граничну дальність виявлення літака від 150 до 300 км.
Одночасно з трудом найманих робітників на заводах і фабриках компанії широко використовували підневільний труд ув'язнених концтаборів, військовополонених, в'язнів гетто та «остарбайтерів». За даними самої компанії, на осінь 1944 року на «Сіменсі» було 50 тисяч підневільних — приблизно п'ята частина всього персоналу. Зокрема, на фабриці в Равенсбрюку, де вироблялось обладнання зв'язку, працювало більше 2000 жінок — в'язів концтабору Равенсбрюк. Компанія Siemens Schuckertwerke AG також володіла фабрикою в концтаборі Бобрек — одному з близько сорока таборів концентраційного табору «Аушвіц-3», що належив до структури концтабірного комплексу, відомого із загальною назвою «Освенцим»

### 1945—1966
По закінченні Другої світової війни компанії «Дому Сіменс» перебували в складному становищі, втративши 4/5 активів і більшість виробничих потужностей, а також позбувшись багатьох співробітників, у тому числі голови ради директорів S & H Хайнріха фон Буоля, вивезеного радянськими представниками в Москву (2 травня 1945 року наклав на себе руки), і голови ради директорів SSW Рудольфа Бінгелі, що співпрацював з нацистами (помер в перевалочному таборі 22 вересня 1945). Джозеф Візен у своїй книзі West German Industry and the Challenge of the Nazi Past, 1945—1955 приводить слова одного російського полковника: «Hitler Kaputt, Berlin Kaputt, Siemens Kaputt» .
Однак економіка Німеччини, яка почала відновлюватися, вимагала активного зростання промислового виробництва — компанії, що входять в «Будинок Сіменса», стали одними з локомотивів «німецького економічного дива».
Активно на ринку працювала Siemens-Reinigerwerke AG. У 1950 був представлений Phonophor Alpha, кишеньковий слуховий апарат. У 1960 компанія випустила окуляри з вбудованим слуховим апаратом, а рік потому з'явилася Auriculina — перша завушна модель з фронтальним прийомом звуку. 1966 року компанія випустила свій перший внутрішньовушний апарат Siretta.
1958 року компанія Siemens-Elema представила перший у світі імплантований кардіостимулятор.
1959 року компанія Siemens-Schukertwerke представила модульну електронну систему управління SIMATIC, що стала важливою віхою в розвитку промислової автоматизації. Сьогодні SIMATIC — це ціле сімейство продуктів, систем і рішень в області автоматизації, що застосовуються в різних областях промисловості, енергетики та транспорту.
У 50-х роках у компанії Siemens почалися роботи в царині атомної енергетики. 1963 року почалися поставки дослідних атомних реакторів. Обмін технологіями з підприємством Westinghouse дозволив розробити кілька типів реакторів, здатних працювати на природному або слабозбагаченому урані.
1965 року американський міжпланетний зонд Mariner IV, оснащений тріодами з дисковими виводами фірми Siemens & Halske, вперше передав на Землю фотографії поверхні Марса. Того ж року компанія представила VIDOSON — перший у світі ультразвуковий діагностичний пристрій, що працює в реальному масштабі часу.

## Сучасний стан
Концерн Siemens AG представлений більше ніж у 190 країнах світу, що робить його поряд із FIFA (208 національних асоціацій) і The Coca-Cola Company (понад 200) одним із лідерів серед компаній і організацій за присутністю у країнах. За результатами 2009/2010 фінансового року (з 1 жовтня 2008 до 30 вересня 2009 року) обіг компанії становив 75,978 млрд євро. Кількість співробітників на 30 вересня 2010 року становило 405 000 осіб.

### Структура компанії
Структурно в Siemens AG є такі напрямки діяльності (на 1 жовтня 2011 року):
- Сектор Energy
  - Департамент Fossil Power Generation
  - Департамент Wind Power
  - Департамент Solar & Hydro
  - Департамент Oil & Gas
  - Департамент Energy Service
  - Департамент Power Transmission
- Сектор Healthcare
  - Департамент Imaging & Therapy Systems
  - Департамент Clinical Products
  - Департамент Diagnostics
  - Департамент Customer Solutions
  - Siemens Audiologische Technik GmbH
- Сектор Industry
  - Департамент Industry Automation
  - Департамент Drive Technologies
  - Департамент Customer Services
  - Бізнес-одиниця Metals Technologies
- Сектор Infrastructure & Cities
  - Департамент Rail Systems
  - Департамент Mobility and Logistics
  - Департамент Low and Medium Voltage
  - Департамент Smart Grid
  - Департамент Building Technologies
  - Департамент OSRAM
- Крос-секторні підрозділи
  - Siemens Financial Services
- Siemens Real Estate
- Стратегічні вкладення Strategic Equity Investments
  - BSH Bosch und Siemens Hausgeräte GmbH
  - Nokia Siemens Networks BV
  - Siemens Enterprise Communications
- корпоративні підрозділи, регіональні офіси, дочірні фірми.

#### Сектор Energy (Енергетика)

##### Fossil Power Generation
Департамент Fossil Power Generation виробляє великі газові турбіни, великі парові турбіни, електричні генератори, комбіновані парогазові установки, АСУТП і IT-рішення для електростанцій.

##### Oil & Gas
Департамент Oil & Gas виробляє малі й середні газові турбіни, малі парові турбіни, турбокомпресори, рішення для видобутку нафти й газу, промислові енергетичні установки, АСУТП і IT-рішення.

##### Wind Power

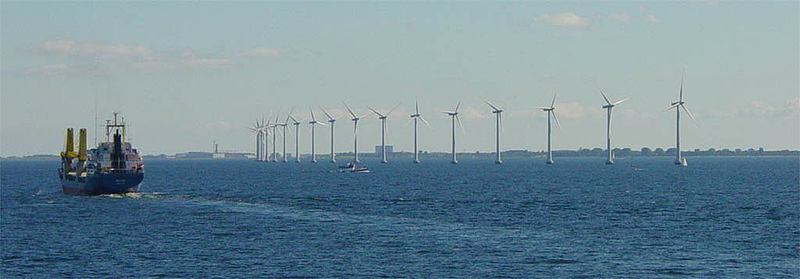
Прибережна ферма вітроенергетичних установок Міддельгрюнден, біля Копенгагена, Данія. На момент побудови вона була найбільшою в світі

Департамент Wind Power  працює над рішеннями в галузі вітроенергетики. Компанія постачає вітроенергетичні установки від 0,6 до 3,6 МВт, ферми вітроенергетичних установок та їх обслуговування. Напрям створено з придбанням данської компанії Bonus Energy A/S.

##### Solar & Hydro Power
Департамент працює над рішеннями для генерування електроенергії із енергії Сонця і води.
- Рішення для геліотермальних електростанцій (сонячних колекторів) і фотоелектричних установок.
- Рішення для малої гідроенергетики й припливних електростанцій.

##### Energy Service
Департамент Energy Service надає сервісні послуги для електростанцій. До послуг департаменту належить модернізація наявних генераційних потужностей, підвищення їхньої ефективності, обслуговування турбін і запровадження рішень для скорочення викидів парникових газів і агентів забруднення для теплових електростанцій.

##### Power Transmission
Департамент Power Transmission виробляє компоненти, вимикачі й проєкти для мереж розподілення енергії з напругою від 35 кВ (змінного й постійного струму), силові трансформатори до 1,300 МВА і 765 кВ, інтегровані системи керування для енергомереж, пристрої РЗА, системи телемеханіки;

#### Сектор Industry (Індустрія)
У секторі Індустрія сконцентровані активи компанії, пов'язані з виробництвом засобів автоматизації й рішень для промисловості. Сектор є провідним світовим виробником засобів для автоматизації дискретних процесів, четвертим за розміром в царині засобів для автоматизації неперервних процесів (за інтегральними даними за 2005 фінансовий рік).

##### Industrial Automation
Industrial Automation — департамент є постачальником продуктів, систем і рішень для промисловості та інфраструктури. До спектру продукції його відділів належать:

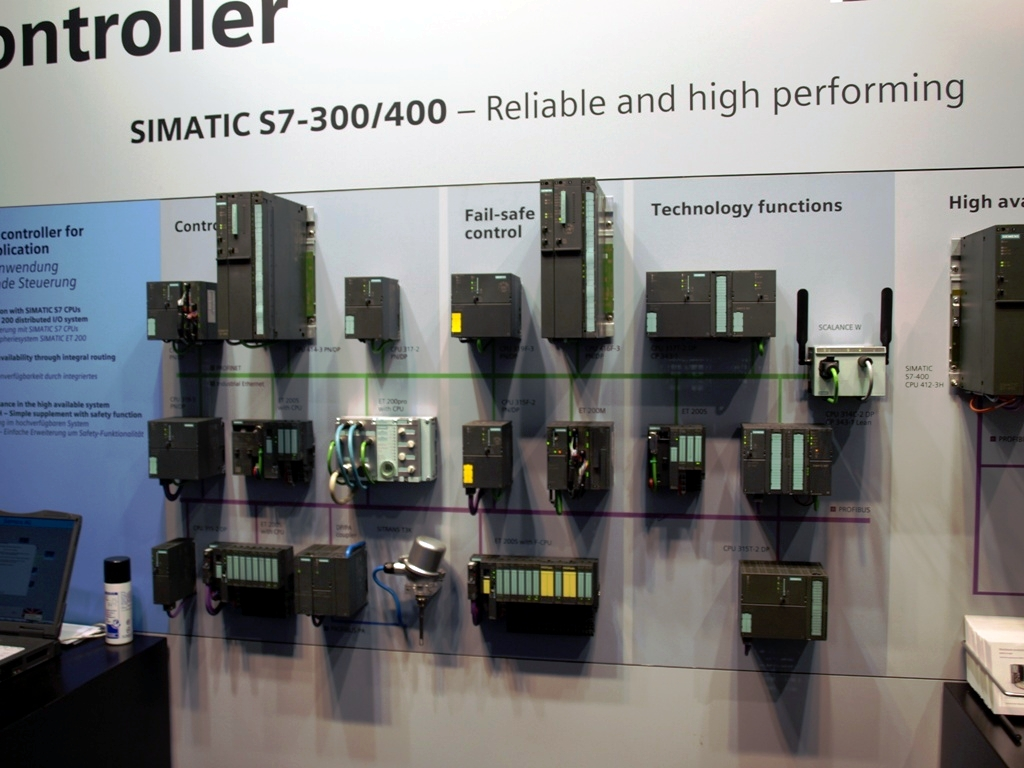
Різноманітні ПЛК і розподілений ввід-вивід сімейства SIMATIC департаменту Industrial Automation

- AS Industrial Automation Systems (Промислові системи автоматизації) — програмовані логічні контролери SIMATIC S7; HMI-додатки SIMATIC WinCC, SIMATIC WinCC flexible і ProTool; DCS-системи SIMATIC PCS 7 (включно зі спеціалізованими BRAUMAT і CEMAT), APACS+, QUADLOG, Teleperm; MES-системи і LIMS-системи;
- CE Control Components and Systems Engineering — низьковольтні пристрої комутації та системні рішення;
- PL Siemens PLM Software — CAx-системи, PLM-системи;
- SC Sensors & Communications (Сенсори та комунікації — польові прилади й аналітичне обладнання) — засоби вимірювання витрати, тиску, рівня, температури тщ., аналізатори рідин і газів, хроматографи, мас-спектрометри. Мережеві рішення (Ethernet/PROFInet, PROFIBUS, AS-Interface, KNX, IWLAN) із загальною маркою SIMATIC NET; продукти для RFID, машинного зору, обладнання для зчитування штрихкодів, DMC и AIDC.
- WT Water Technologies — обладнання і технології для підготовки й очистки води для всіх типів застовувань.

##### Drive Technologies
Drive Technologies — департамент виробляє двигуни, мотор-редуктори, ЧПУ та компоненти для електроавтомобілів.
- LD Large Drives (Потужні приводи) — електроприводи SIMOVERT, Robicon, SINAMICS та електродвигуни.
- MC Motion Control System (Цифрове керування переміщенням) — ЧПУ SINUMERIK, серводвигуни, електроприводи SINAMICS, MICROMASTER
- MD Mechanical Drives (Механічні приводи)

##### Metals Technologies
Бізнесодиниця Siemens VAI Metals Technologies виробляє системи й рішення для металургії.

#### Сектор Healthcare (Охорона здоров'я)

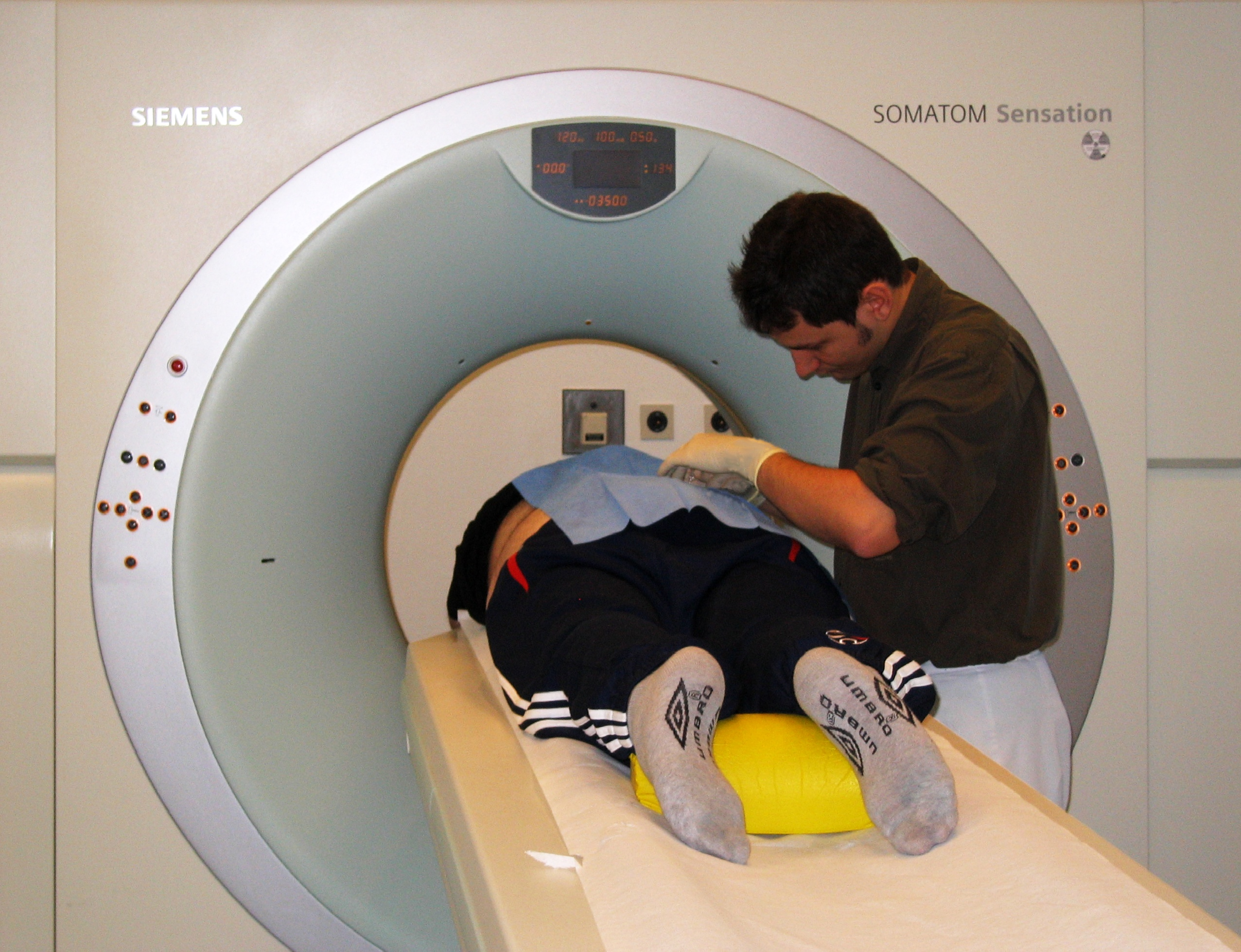
Комп'ютерний томограф Siemens SOMATOM Sensation

Департамент розробляє прилади й рішення в таких напрямах:
- Ангіографія
- Флюороскопія (аналогові рентгенівські апарати AXIOM Iconos R100, цифрові рентгенівські апарати AXIOM Iconos R200, AXIOM Iconos MD і AXIOM Sireskop SD)
- Радіографія (плівкові радіографічні установки Multix Compact K, Multix Pro/Pro P, Multix Top/Top P, Vertix UM, цифрові радіографічні установки AXIOM Aristos, мобільні установки серій Polymobil, Mobilett, Multimobil)
- Маммографія
- Хірургія
- Урологія
- Молекулярна візуалізація (поєднані позитронно-емісійні та комп'ютерні томографи Biograph, поєднані однофотонні емисійні та комп'ютерні томографи Symbia, циклотрон Eclipse)
- Променева терапія (Лінійні прискорювачі PRIMUS и ONCOR)
- Комп'ютерна томографія
- Магнітно-резонансна томографія (МРТ-томографи MAGNETOM Concerto, MAGNETOM С!, MAGNETOM Symphony, MAGNETOM Avanto, MAGNETOM Espree и MAGNETOM Trio)
- Ультразвукові системи
- Медичні інформаційні технології

Продукцію департаменту часом використовують для досить незвичайних цілей. Зокрема, за допомогою КТ-системи SOMATOM® Emotion 6 було проведено дослідження мумії Тутанхамона, що дозволило спростувати теорію про насильницьку смерть фараона.

#### Сектор Infrastructure & Cities (Інфраструктура й міста)

##### Building Technologies
Департамент працює у трьох основних напрямах:
- Building Automation (BAU) — комплексні рішення для енергоефективних/«зелених»/інтелектуальних будівель.
- Control Products & Systems (CPS) — системи автоматизації будівель, продукти для систем вентиляції, кондиціонування, клапани, приводи, датчики.
- Fire Safety & Security (FSS) * Electronic Security — системи виявлення пожежі, пожежогасіння, евакуації; системи контролю доступу, системи відеоспостереження, системи попередження про незаконне проникнення, біометричні системи.

Технікою Siemens Buildig Technologies оснащені такі відомі будівлі, як Лувр, Національна бібліотека Франції та Ейфелева вежа в Парижі, будівля ООН і Рокфелер-центр у Нью-Йорку, Сіднейський оперний театр, перший у світі 7-зірковий готель Jumeirah Beach Resort, (Burj al Arab Tower Hotel) у Дубай, тайваньська вежа TAIPEI 101 — найвища на січень 2007 будівля світу та інші.

##### Low & Medium Voltage
До департаменту належать два відділи:
- IC LMV LV — низьковольтне обладнання для електророзподілення: автоматичні вимикачі, шафи енергорозподілення, щитові пристрої, шинопроводи, УЗО, грозорозрядники, лічильники електроенергії, серії розеток і вимикачів (силові та слаботочні розетки, клавішні вимикачі, димери, датчики руху тощо), а також великий спектр виробів, що працюють за KNX протоколом
- IC LMV MV — обладнання середньої напруги: компоненти, вимикачі та проєкти для мереж розподілення енергії з напругою нижчою ніж 52 кВ (змінного й постійного струму), вимірювачі якості електроенергії.

##### Rail Systems

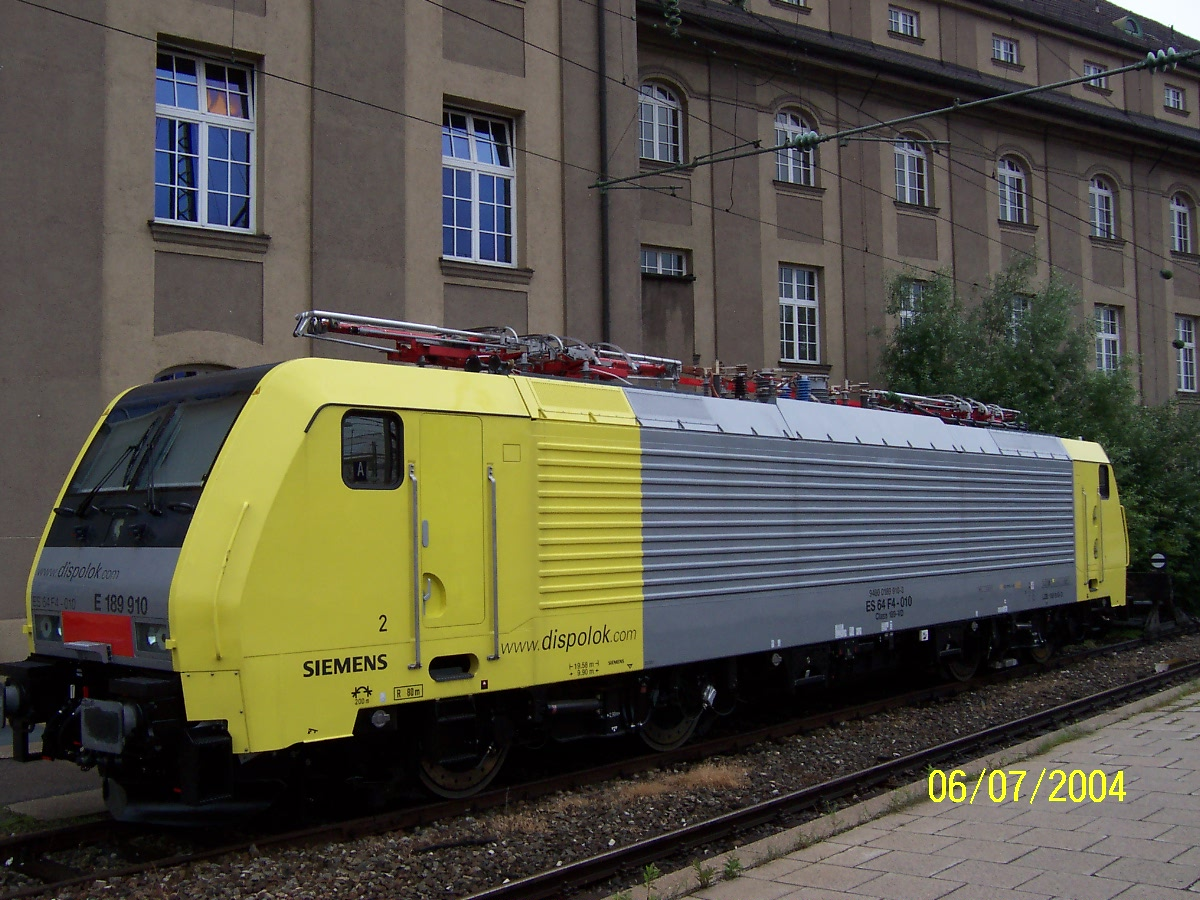
Локомотив Siemens Dispolok ES 64

Департамент Rail Systems виробляє обладнання й надає послуги в галузі залізничного транспорту:
- High Speed and Commuter Rail (штаб-квартира в м. Крефельд) розробляє й виробляє високошвидкісні потяги Velaro, Venturio, регіональні електропотяги Desiro.
- Urban Transport (штаб-квартира в м. Відень) виробляє трамваї Avanto, Combino, ULF, потяги метрополітену, легкорейкові транспортні засоби, пасажирські вагони й автоматичні пасажирські транспортні засоби для роботи.
- Locomotives and Components (штаб-квартира в Мюнхен) — виробляє електричні та дизель-електричні локомотиви, колісні візки та компоненти.
- Customer Service (штаб-квартира в м. Ерланген) — бізнес-сегмент надає різноманітні послуги в галузі залізничного транспорту.

##### Mobility and Logistics
Департамент Mobility and Logistics реалізує комплексні рішення для переміщення людей і вантажів.
- Rail Automation (штаб-квартира в м. Берлін) виробляє сигнальні системи та системи автоматизації для залізниць.
- Complete Transportation and e-vehicle Infrastructure (штаб-квартира в м. Мюнхен) постачає рішення для керування й безпеки дорожнього руху: світлосигнальне обладнання, центри керування дорожнім рухом, супутникові системи для контролю міжміського руху. Також підрозділ пропонує системи стоянок.
- Infrastructure Logistics виробляє системи для обробки поштової кореспонденції та посилок, і системи логістики для аеропортів, включно з багажними системами.

##### Smart Grids
- Intelligent Power Technologies — інтелектуальні рішення для систем розподілу електроенергії.
- Rail Electrification — електрифікація залізниць, підвісні контактні лінії, SCADA-система RailSCADA Vicos RSC.

#### Крос-секторні підрозділи
Siemens Financial Services — департамент здійснює по всьому світі фінансові операції
концерну Siemens і пропонує рішення з фінансування. Департамент відповідає як за питання збуту та інвестицій, так і за питання фінансових угод, управлінням фондами й послугами страхування. До складу департаменту належать 6 відділів:
- Equipment & Sales Financing
- Project & Export Finance
- Equity
- Insurance
- Investment Management
- Treasury & Financing Services

#### Corporate Technology
Siemens Corporate Technology не належить до операційних департаментів, проте відіграє важливу роль у розвитку компанії. Департамент проводить дослідження в різних галузях:
- Матеріали те мікросистеми
- Виробничі процеси
- Енергетика та сенсорні системи
- Програмне забезпечення та інжиніринг
- Інформація та комунікації

#### Інші операції
Siemens Real Estates (SRE) — керує нерухомістю. До послуг SRE також належать менеджмент портфеля нерухомості, придбання та продаж нерухомого майна, здача в оренду й сервісне обслуговування, створення технопарків. До складу департаменту належать 4 операційних відділи:
- Asset Management (AM)
- Development & Construction (DC)
- Purchase & Sales (PS)
- Business Administration Operations (BA O)

Також до складу департаменту належать корпоративні відділи, що забезпечують бізнес-процеси й координаційні групи, що ведуть питання захисту довкілля, безпеки, експортного контролю тощо.
До структури департаменту також відносяться дочірні компанії в таких країнах як Франція (Siemens Immobiliers Management S.A.S.), Велика Британія (Siemens Real Estate Ltd.), Італія (Siemens Real Estate S.r.l.), Мексика (Siemens Immobiliária SA de CV), Росія (ООО «Сименс Менеджмент Инфраструктуры и Имущества») та ін.

#### Equity Investments
Концерн Siemens AG є стратегічним інвестором у таких підприємствах:
- BSH Bosch und Siemens Hausgeräte GmbH — виробник побутової техніки.
- Nokia Siemens Networks BV — Від 1 жовтня 2006 року з підрозділів Mobile Networks, Fixed Networks, Carrier Services (постачальники комплексних мережевих рішень, додатків і послуг для операторів мобільного та фіксованого зв'язку) департаменту Siemens Communications була сформована компанія Siemens Networks GmbH & Co. KG. Планувалося, що з 1 січня 2007 року вона ввійде до складу компанії Nokia Siemens Networks, однак, через корупційний скандал навколо колишнього департаменту Siemens Communication об'єднання відсунуте на пізніші терміни. Свою діяльність компанія розпочала 1 квітня 2007 року.
- Siemens Enterprise Communications GmbH & Co. KG — «дочірня компанія» Siemens AG (49 %) і The Gores Group, LLC (51 %), утворена 1 жовтня 2006 року з підрозділів Enterprise Systems і Enerprise Services, як 100 % дочірня компанія концерну Siemens AG. Компанія розробляє комунікаційні IP-рішення реального часу й послуги для підприємств. Маючи більше ніж 88 млн установлених кінцевих пристроїв, 16 млн установлених IP-клієнтів і 3 млн установлених комунікаційних платформ, Siemens Com є світовим лідером у галузі створення корпоративних комунікаційних IP-рішень. 1 млн корпоративних клієнтів — включаючи більше 70 % найбільших підприємств і корпорацій світу зі списку Fortune 500 — використовують комунікаційні рішення компанії «Сіменс».

#### Дочірні компанії
Gigaset Communications GmbH — «дочірня компанія» ARQUES Industries AG (80,2 % акцій) і Siemens AG (19,8 %), утворена 1 жовтня 2005 року як Siemens Home and Office Communication Devices GmbH & Co. KG — 100 % дочірня компанія Siemens AG. Розробляє, виробляє та веде дистрибуцію сімейства продуктів Siemens Gigaset, включаючи бездротові телефони, традиційні телефони фіксованого зв'язку й телефони Voice over IP (VoIP), а також пристрої широкосмугового доступу й кінцеві пристрої для домашніх мультимедійних систем.

### Керівництво компанії

#### Рада директорів
До ради директорів (нім. Vorstand) концерну Siemens AG на 1 липня 2010 року належать такі особи:
- Петер Лешер (Vorstandsvorsitzender/CEO)
- Вольфганг Деен (CEO Energy)
- Хайнріх Хізінгер
- Джо Кезер (Фінансовий директор)
- Бригітт Едерер
- Херманн Реквард (CEO Healthcare)
- Зігфрід Руссвурм (CEO Industry)
- Пітер Сольмссен
- Барбара Кукс

### Основні конкуренти
За даними компанії її основними конкурентами є:
- Сектор Industry — ABB, Alstom, Bombardier, Cegelec, Dassault, Emerson, Finmeccanica, GE, Honeywell, Invensys, Rockwell, Schneider Electric, ITT, SMS, Johnson Controls, Tyco, UTC, Mitsubishi Heavy Industries, Nichia, Philips
- Сектор Energy — Alstom, GE, Mitsubishi Heavy Industries, Vestas, ABB, Areva, Schneider Electric
- Сектор Healthcare — Abbott, Beckman Coulter, Cerner, GE, Philips, McKesson, Phonak, Roche
- Cross-sector
- SEI
  - BSH — Electrolux AB, Miele
  - Nokia Siemens Networks — Alcatel-Lucent, Ericsson, Huawei

### Спонсорство та громадська діяльність
Компанія є партнером дитячого фонду ООН, а також робить внесок у розвиток таких видів спорту як Формула-1 і горний велосипед. 

#### «Computer helfen heilen und leben»
Компанія в межах програми Computer helfen heilen und leben розробила спеціальне комп'ютерне обладнання для сліпих людей і людей з обмеженими можливостями.

#### Siemens Caring Hands
Компанія провадить спеціальну благодійну програму, з назвою Siemens Caring Hands. У межах цієї програми компанія виділяє кошти, збирає пожертви, й надає обладнання для програм допомоги в надзвичайних ситуаціях і для інших програм у різних країнах. Також у цих програмах беруть добровільну участь співробітники компанії.

### Сіменс в Україні

#### Факти з історії
- 1853 Початок активної діяльності «Сіменс в Україні», який пов'язаний із початком Кримської війни між Росією та Туреччиною: Siemens виграє контракт на прокладання телефонної мережі Санкт-Петербург — Севастополь через Київ та Одесу.
- 1855 Відкриття технічних бюро в Києві та Одесі, які пов'язані з підписанням контракту на технічне обслуговування протягом 12 років телеграфних ліній акціонерного товариства «Сіменс та Гальське».
- 1870 Прокладка Індоєвропейської лінії Лондон — Калькутта через південь України (Одеса, Керч), завдовжки 11 000 км.
- 1882— у Берліні почала діяти перша в світі експериментальна лінія тролейбусу, побудована компанією Siemens & Halske, нині Siemens AG.
- 1892 Оснащення електроприладами першої в країні і другої в Європі трамвайної лінії в Києві.
- 1894—1902 Мережа проєктів по оснащенню електротехнічних обладнанням міського транспорту та електростанцій у Львові, Житомирі, Єкатеринославі, Чернівцях та Миколаєві.
- 1897 Встановлення електричної сигналізації на станціях Південно-Західної залізниці.
- 1898 Відкриття філій акціонерного товариства російських електротехнічних заводів «Сіменс та Гальське» в Харкові, Єкатеринославі та Одесі.
- 1900 Оснащення телефонної станції в Одесі.
- 1909 Замовлення будівництва міжміської телефонної централі на 1700 абонентів у Єкатеринославі.
- 1911 Установка системи вуличного освітлення в Одесі.
- 1912 Відкриття родовища газу в містечку Дашава, що на Львівщині. Відкриття підрозділу освітлювальної техніки «Сіменс та Гальське» в Києві.
- 1925 Установка протипожежної сигналізації та системи освітлення для сцени Оперного театру в Одесі.
- 1927—1932 Участь у будівництві та оснащенні Дніпровської ГЕС під Запоріжжям.

#### Нова історія
- 1989 Початок співробітництва медичного департаменту Siemens AG з заводом «Реле та автоматика», Київ.
- 1990 Заснування спільного підприємства «МКМ Телеком».
- 1992 Відкриття офіційного представництва Siemens AG в Україні. Відкриття при участі Siemens німецького технічного факультету в Донецькому державному технічному університеті.
- 1995 Заснування регіонального бюро Siemens в Одесі.
- 1997 Заснування дочірнього підприємства «Сіменс Україна» зі 100%-им іноземним капіталом. Відкриття філії ДП «Сіменс Україна» — Донецького інженерно-технічного центра.
- 2000 Відкриття нового офісу компанії в Києві.
- 2003 Святкування 150-річчя діяльності Siemens в Україні.
  - Відкриття першого в Україні навчального центру з системи ЧПУ Sinumerik на Новокраматорському машинобудівному заводі
- 2005 Відкриття філії ДП «Сіменс Україна» в місті Львові.
- 2006 Заснування напрямку «Технології для металургії» із штаб-квартирою в Донецьку
- 2007 Святкування 10-річчя заснування ДП «Сіменс Україна»

## Членство компанії в міжнародних організаціях й участь у міжнародних проєктах
Компанія є членом різних міжнародних організацій, зокрема:
- Глобальний договір ООН[25]
- Програма ООН населених пунктів[26]

А також бере участь у міжнародних проєктах, наприклад Desertec..

## Продукція компанії та її виробничі майданчики

### Виробничі майданчики
Виробничі майданчики компанії розміщені переважно в країнах Європейського союзу й зони НАФТА. Також виробничі потужності є в Норвегії, Бразилії, Китаї, Індії, Пакистані, Росії та багатьох інших країнах. Фабрики концерну не раз діставали престижну премію «Найкраща фабрика Європи», що її вручає WHU — Otto Beisheim School of Management і INSEAD. Лауреатами премії стали фабрики Siemens Healthcare, Werk Forchheim (2009), Siemens AG, Automation & Drives, Elektronikwerk Amberg (2007) і Siemens AG, Automation & Drives, Gerätewerk Erlangen (2004).

### Продукти й системи, що випускаються тепер

#### СекторIndustry
- LOGO!
- SIMATIC
- SICOMP
- SIMADYN
- SITOP
- SIWAREX
- SIRIUS
- OXYMAT
- ULTRAMAT
- FIDOMAT
- CALOMAT
- SITRANS
- SINAMICS
- SINUMERIK
- SIMOREG
- SIPLACE
- Avanto
- Combino
- Velaro
- VENTURIO
- Оболонки систем електророзподілення ALFA
- Обладнання в модульному виконанні BETA
- Обладнання «розумного дому» GAMMA
- Дизайнерські серії розеток і вимикачів DELTA

#### СекторEnergy
- SGT-300
- SGT-400
- SGT-700
- SGT-800
- SGT-2000E
- SGT-4000F
- SGT-8000H
- SST-400
- SST-600
- SST-900
- SSC-300 Cogen
- SSC-600 Cogen
- SCC-800 2x1 DH
- SICAM
- SIMEAS
- SIPROTEC

#### СекторHealthcare
- Acuson Antares Ultrasound
- Acuson Cypress
- Acuson S2000
- AXIOM Aristos
- AXIOM Artis
- AXIOM Iconos
- AXIOM Luminos dRF
- AXIOM Multix
- AXIOM Sensis
- Biograph TruePoint PET.CT
- E.Cam Signature Series Gamma Camera
- Magnetom C!
- Magnetom Avanto
- MAGNETOM Essenza
- Magnetom Espree
- Magnetom Symphony
- Magnetom Trio
- Magnetom Verio
- Mammomat Inspiration
- Mammomat Novation
- Mobilett
- Siemens Soarian™
- SOMATOM(R) Definition CT
- SOMATOM(R) Sensation CT
- SOMATOM(R) Emotion CT
- Symbia TruePoint SPECT-CT
- Ysio

### Продукція дочірніх компаній
- Bosch und Siemens Hausgeräte GmbH (BSH) — побутова техніка Siemens
- Siemens Enterprise Communications — телефонні станції, стаціонарні IP і DECT телефони, рішення корпоративних комунікацій.

### Продукти, що випускалися раніше
- продукти й послуги для логістики — Dematic
- мобільні телефони Siemens — BenQ Mobile
- компьютери Fujitsu Siemens Computers
- Апарати штучної вентиляції легень SERVO — тепер виробляє на тому ж заводі компанія MAQUET